# Sebastopol (California)
Sebastopol è una città della Sonoma County, California, Stati Uniti, circa a 52 km a nord di San Francisco. La popolazione era di 7.774 secondo il censimento del 2000, ma l'area della sua provincia totalizza 50.000 abitanti. Si trova a circa 20 minuti d'auto dall'Oceano Pacifico, tra Santa Rosa e Bodega Bay, ed è conosciuta per la sua politica liberale ed il fascino della piccola città. All'inizio era soltanto una regione rurale dove si coltivavano prugne e mele; la vite tuttavia è la predominante, e praticamente tutti i terreni una volta usati per i frutteti ora sono vigneti. L'orticultore Luther Burbank possedeva dei giardini in questa fertile regione. 
La città ospita una annuale festa del raccolto Apple Blossom Festival e la fiera Gravenstein della Mela.